# Croagh Patrick

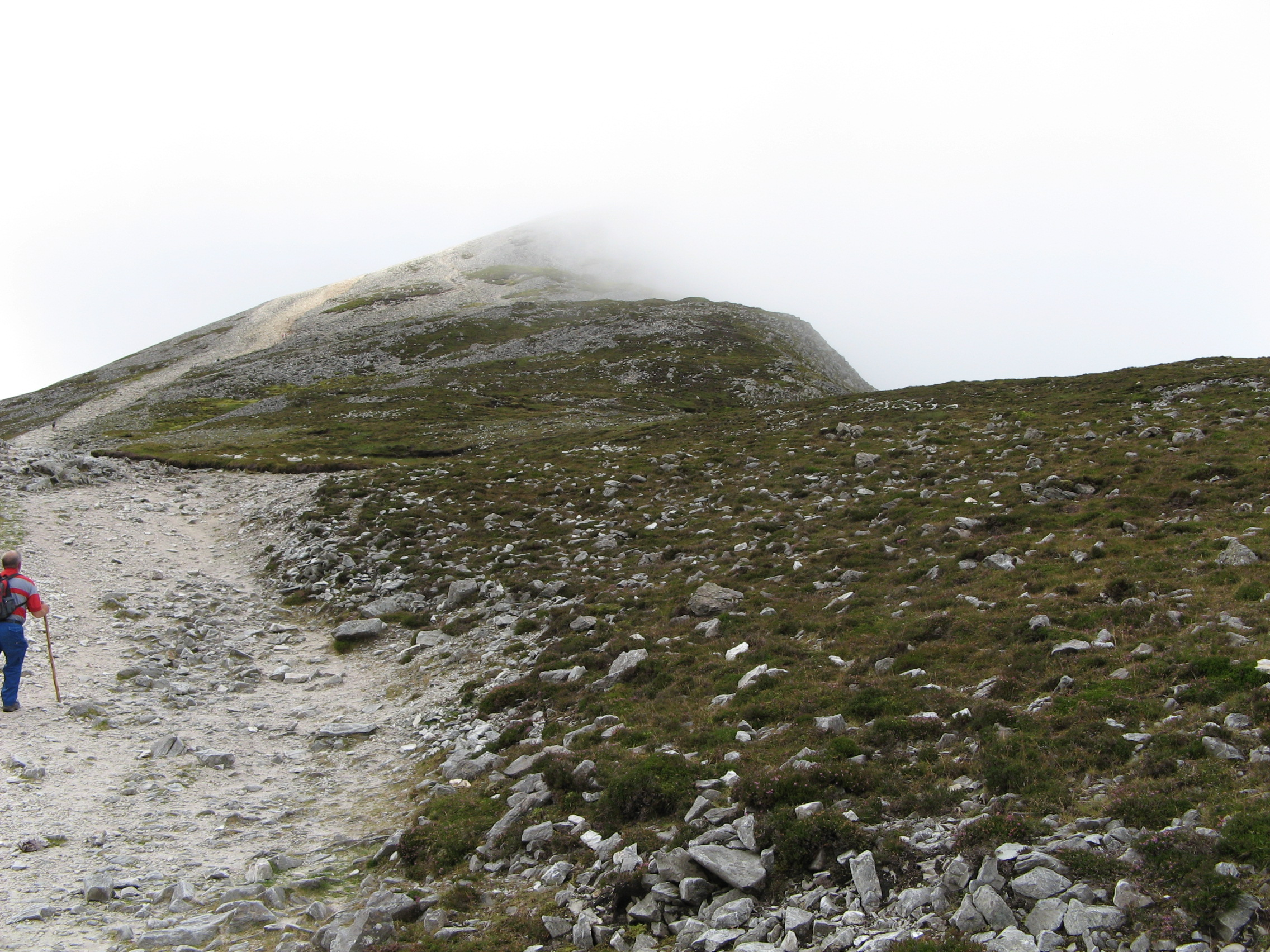
Top van de Croagh Patrick

Croagh Patrick (Iers: Cruach Phádraig) is een berg van 764 meter in het westen van Ierland in het graafschap Mayo, ca. 8 kilometer van Westport. Iedere laatste zondag van juli (Reek Sunday) vindt hier een pelgrimstocht plaats waarbij ca. 25.000 pelgrims de tocht naar boven maken, velen blootsvoets. De berg dankt zijn naam aan de beschermheilige van Ierland, Sint Patrick.